# 박대출
박대출(朴大出, 1961년 3월 18일~)은 대한민국의 정치인이다. 제19·20·21·22대 국회의원이다. 국민의힘 소속이다.

## 학력
- 금성국민학교 졸업
- 진주남중학교 졸업
- 진주고등학교 졸업
- 연세대학교 정치외교학과 졸업
- 연세대학교 행정대학원 석사

## 경력
- 서울신문사 기자(1988. 7.~2012. 1.)
- 서울신문 사회부
- 서울신문 산업부
- 서울신문 공공정책부 부장
- 서울신문 정치부 부장
- 서울신문 정치부 선임기자
- 서울신문 논설위원
- 고용노동부 고용노동정책자문회의 위원
- 관세청 관세행정발전심의위원회 회원
- 고용노동부 근로조건개선 서포터즈 위원
- 부경대학교 겸임교수
- 2012년 4월 11일: 대한민국 제19대 국회의원 선거 당선(경남 진주시 갑, 새누리당, 초선)
- 새누리당 경상남도당 진주시 갑 당원협의회 위원장(2012. 5.~2017. 2.)
- 2016년 4월 13일: 대한민국 제20대 국회의원 선거 당선(경남 진주시 갑, 새누리당, 재선)
- 자유한국당 경상남도당 진주시 갑 당원협의회 위원장(2017. 2.~2018. 2., 2018. 12.~2020. 2.)
- 미래통합당 경상남도당 진주시 갑 당원협의회 위원장(2020. 2.~2020. 9.)
- 2020년 4월 15일: 대한민국 제21대 국회의원 선거 당선(경남 진주시 갑, 미래통합당, 3선)
- 국민의힘 경상남도당 진주시 갑 당원협의회 위원장(2020. 9.~)
- 제20대 대통령 선거 국민의힘 최재형 대통령 경선후보 열린캠프 총괄본부 전략총괄본부장(2021. 8.~2021. 9.)
- 제20대 대통령 선거 국민의힘 살리는 선거대책위원회 총괄특보단 환경노동특보단장(2021. 12.~2022. 1.)
- 제20대 대통령 선거 국민의힘 살리는 선거대책위원회 종합지원총괄본부 유세지원본부장(2021. 12.~2022. 1.)
- 제20대 대통령 선거 국민의힘 경남을 살리는 선거대책위원회 선거대책위원장단 공동선거대책위원장(2021. 12.~2022. 3.)
- 제20대 대통령 선거 국민의힘 윤석열 대통령 후보 직속 총괄특보단 환경노동특보단장(2022. 1.~2022. 3.)
- 제20대 대통령 선거 국민의힘 윤석열 대통령 후보 선거대책본부 유세본부장(2022. 2.~2022. 3.)
- 제8회 전국동시지방선거 국민의힘 시민이 힘나는 선거대책위원회 메시지본부장(2022. 5.~2022. 6.)
- 국민의힘 MBC 편파조작방송 진상규명 TF 위원장(2022. 9.)
- 국민의힘 전세 사기 피해 대책을 마련하기 위한 당내 TF 위원장(2023. 4.)
- 제22대 국회의원 선거 국민의힘「국민 희망의 길」 경남선거대책위원회 공동선거대책위원장(2024. 3.~2024. 4.)
- 2024년 4월 10일: 대한민국 제22대 국회의원 선거 당선(경남 진주시 갑, 국민의힘, 4선)
- 국민의힘 정책위원회 산하 시급한 민생 현안 해결을 위한 공정언론특별위원회 위원장(2024. 6.~2024. 7.)
- 국민의힘 호남동행 국회의원 발대식 명예의원(전라남도 순천시) (2024. 9.~)
- 제21대 대통령 선거 국민의힘 김문수 대통령 후보 경남 선거대책위원회 총괄선거대책위원장(2025. 5.~2025. 6.)
- 제21대 대통령 선거 국민의힘 김문수 대통령 후보 총괄지원본부장(2025. 5.~2025. 6.)
- 국민의힘 사무총장(2025.5.~2025.7.)

## 의정 활동

### 제19대
- 2012년 5월 30일~2016년 5월 29일: 제19대 국회의원(경남 진주시 갑, 새누리당, 초선)
- 제19대 국회 전반기 미래창조과학방송통신위원회 위원
- 제19대 국회 전반기 예산결산특별위원회 위원
- 새누리당 대변인
- 한국신문윤리위원회 윤리위원
- 제19대 국회 후반기 교육문화체육관광위원회 위원

### 제20대
- 2016년 5월 30일~2020년 5월 29일: 제20대 국회의원(경남 진주시 갑, 새누리당→자유한국당→미래통합당, 재선)
- 제20대 국회 전반기 미래창조과학방송통신위원회 간사
- 새누리당 정책위원회 부의장
- 자유한국당 정책위원회 부의장
- 자유한국당 정책위원회 과학기술정보방송통신 정책조정위원장
- 제20대 국회 전반기 과학기술정보방송통신위원회 위원
- 자유한국당 지방선거기획위원회 부위원장
- 자유한국당 지방선거총괄기획단 지방선거기획본부 홍보소위원장
- 자유한국당 좌파정권 방송장악 피해자지원 특별위원회 위원장
- 제20대 국회 후반기 과학기술정보방송통신위원회 위원
- 자유한국당 경남도당 진주(갑) 당협위원장
- 자유한국당 KBS의 헌법파괴 저지 및 수신료 분리 징수 특별위원회 위원장
- 자유한국당 인재영입위원회 위원

### 제21대
- 2020년 5월 30일~2024년 5월 29일: 제21대 국회의원(경남 진주시 갑, 미래통합당→국민의힘, 3선)
- 제21대 국회 전반기 국회운영위원회 위원
- 제21대 국회 전반기 과학기술정보방송통신위원회 위원
- 미래통합당 경남도당 진주(갑) 당협위원장
- 국민의힘 경남도당 진주(갑) 당협위원장
- 국민의힘 포털공정대책 특별위원회 위원
- 자유경제 포럼 대표의원
- 국회 ICT융합포럼 구성의원
- 국민의힘 문정부 탈원전 정책에 따른 피해 및 환경 파괴 대책 특별위원회 위원장
- 제21대 국회 전반기 환경노동위원회 위원
- 제21대 국회 전반기 환경노동위원회 위원장
- 제21대 국회 후반기 기획재정위원회 위원장
- 제21대 국회 후반기 기획재정위원회 위원{\displaystyle }
  - 제21대 국회 후반기 기획재정위원회 경제재정소위원회 위원
  - 제21대 국회 후반기 기획재정위원회 청원심사소위원회 위원장
- 국민의힘 정책위원회 의장

### 제22대
- 2024년 5월 30일~: 제22대 국회의원(경남 진주시 갑, 국민의힘, 4선)
  - 제22대 국회 전반기 기획재정위원회 위원
    - 제22대 국회 전반기 기획재정위원회 경제재정소위원회 위원

  - 22대 국회 전반기 정각회 고문
  - 자유경제포럼 대표의원
  - 북한 그리고 통일 구성의원
  - 내일의 공공과 에너지, 노동을 생각하는 의원모임 구성의원
- 국민의힘 사무총장

## 역대 선거 결과
|  | 39.09% |

|  | 54.49% |

|  | 54.75% |

|  | 58.30% |

## 소속 정당
| 소속 정당 | 소속 정당  | 소속 기간 | 비고      |
| --------- | ---------- | --------- | --------- |
|           | 새누리당   | 2012~2017 | 정계 입문 |
|           | 자유한국당 | 2017~2020 | 당명 변경 |
|           | 미래통합당 | 2020      | 합당      |
|           | 국민의힘   | 2020~현재 | 당명 변경 |

## 같이 보기
- 진주시 갑
- 진주시의 국회의원